# Dominique Fernandez
Dominique Fernandez (* 25. srpna 1929, Neuilly-sur-Seine, Hauts-de-Seine) je francouzský spisovatel.

## Život
Fernandez je syn francouzského literárního kritika Ramona Fernandeze. Po ukončení školní docházky studoval v Itálii. V období 1957 až 1958 vyučoval francouzštinu na Francouzském institutu v Neapoli. V roce 1968 složil doktorát s dizertační prací o italském spisovateli Pavesim. Z Neapole musel odejít poté, co učil o komunistickém spisovateli Vaillandovi. Vrátil se do Francie a učil italštinu v Rennes. Stal se pedagogem na místní univerzitě.
Jako spisovatel napsal řadu knih a získal několik ocenění. Je členem Académie française. V roce 1961 se oženil s Dianou Jacquin de Margerie a mají spolu dvě děti. V roce 1971 se rozvedli. Od 70. let se hlásí k homosexualitě.

## Dílo (výběr)
- Porporino ou les Mystères de Naples, 1974, (Prix Médicis 1975), česky jako Porporino aneb Tajnosti neapolské, vyd. Mladá Fronta, Praha 1999
- Dans la main de l'ange, 1982 (o Pasolinim), (Prix Goncourt)
- L'Amour, 1986 (o malíři Overbeckovi)
- Le Rapt de Ganymède, Grasset, 1989
- L' école du sud.
- Le Dernier des Médicis, 1994, česky jako Poslední z rodu medicejských, vyd. Orbis, Praha 1994
- Tribunal d'honneur, 1996
- Le loup et le chien, 1999
- A Hidden Love: Art and Homosexuality, Éditions Stock, Paris 2001
- L'Art de raconter, Grasset, 2007, ISBN 2-246-71931-3
- Place Rouge, Grasset, 2007, ISBN 978-2-246-72911-2
- Ramon, Paříž 2009 Grasset